# 100 meter frisim för damer i simning vid olympiska sommarspelen 2024
Damernas 100 meter frisim vid olympiska sommarspelen 2024 avgjordes mellan den 30 och 31 juli 2024 i Paris La Défense Arena.

## Resultat

### Försöksheat
Simmarna med de 16 bästa tiderna gick vidare till semifinal.
| Placering | Heat | Bana | Simmare                  | Nation         | Tid     | Noteringar |
| --------- | ---- | ---- | ------------------------ | -------------- | ------- | ---------- |
| 1         | 2    | 4    | Sarah Sjöström           | Sverige        | 52,99   | 0Q0        |
| 2         | 4    | 4    | Siobhan Haughey          | Hongkong       | 53,02   | 0Q0        |
| 3         | 2    | 5    | Yang Junxuan             | Kina           | 53,05   | 0Q0        |
| 4         | 4    | 5    | Marrit Steenbergen       | Nederländerna  | 53,22   | 0Q0        |
| 5         | 3    | 4    | Mollie O'Callaghan       | Australien     | 53,27   | 0Q0        |
| 6         | 3    | 5    | Shayna Jack              | Australien     | 53,40   | 0Q0        |
| 7         | 4    | 3    | Torri Huske              | USA            | 53,53   | 0Q0        |
| 8         | 2    | 3    | Gretchen Walsh           | USA            | 53,54   | 0Q0        |
| 9         | 3    | 2    | Béryl Gastaldello        | Frankrike      | 53,65   | 0Q0        |
| 10        | 3    | 3    | Anna Hopkin              | Storbritannien | 53,67   | 0Q0        |
| 10        | 4    | 1    | Kayla Sanchez            | Filippinerna   | 53,67   | 0Q0, 0NR0  |
| 12        | 4    | 2    | Marie Wattel             | Frankrike      | 53,70   | 0Q0        |
| 13        | 4    | 6    | Wu Qingfeng              | Kina           | 54,03   | 0Q0        |
| 14        | 3    | 6    | Michelle Coleman         | Sverige        | 54,10   | 0Q0        |
| 15        | 4    | 7    | Neža Klančar             | Slovenien      | 54,12   | 0Q0        |
| 16        | 2    | 2    | Margaret MacNeil         | Kanada         | 54,16   | 0Q0, WD    |
| 17        | 2    | 6    | Barbora Seemanová        | Tjeckien       | 54,66   | 0Q0        |
| 18        | 2    | 7    | Kalia Antoniou           | Cypern         | 54,75   | R          |
| 19        | 3    | 1    | Snæfríður Jórunnardóttir | Island         | 54,85   |            |
| 20        | 3    | 7    | Kornelia Fiedkiewicz     | Polen          | 55,25   |            |
| 21        | 3    | 8    | Jana Pavalić             | Kroatien       | 55,77   |            |
| 22        | 4    | 8    | Gloria Muzito            | Uganda         | 55,95   |            |
| 23        | 2    | 1    | Jillian Crooks           | Caymanöarna    | 56,15   |            |
| 24        | 2    | 8    | Nesrine Medjahed         | Algeriet       | 57,34   |            |
| 25        | 1    | 4    | Paige Van Der Westhuizen | Zimbabwe       | 58,19   |            |
| 26        | 1    | 3    | Tilly Collymore          | Grenada        | 58,84   |            |
| 27        | 1    | 5    | Maxine Egner             | Botswana       | 58,98   |            |
| 28        | 1    | 6    | Aleka Persaud            | Guyana         | 1.01,29 |            |
| 29        | 1    | 2    | Rana Saadeldin           | Sudan          | 1.04,72 |            |

### Semifinaler
Simmarna med de 8 bästa tiderna gick vidare till final.
| Placering | Heat | Bana | Simmare            | Nation         | Tid   | Noteringar |
| --------- | ---- | ---- | ------------------ | -------------- | ----- | ---------- |
| 1         | 1    | 4    | Siobhan Haughey    | Hongkong       | 52,64 | 0Q0        |
| 2         | 1    | 3    | Shayna Jack        | Australien     | 52,72 | 0Q0        |
| 3         | 2    | 3    | Mollie O'Callaghan | Australien     | 52,75 | 0Q0        |
| 4         | 2    | 5    | Yang Junxuan       | Kina           | 52,81 | 0Q0        |
| 5         | 1    | 5    | Marrit Steenbergen | Nederländerna  | 52,86 | 0Q0        |
| 6         | 2    | 4    | Sarah Sjöström     | Sverige        | 52,87 | 0Q0        |
| 7         | 2    | 6    | Torri Huske        | USA            | 52,99 | 0Q0        |
| 8         | 1    | 6    | Gretchen Walsh     | USA            | 53,18 | 0Q0        |
| 9         | 2    | 1    | Wu Qingfeng        | Kina           | 53,34 |            |
| 10        | 1    | 7    | Marie Wattel       | Frankrike      | 53,38 |            |
| 11        | 1    | 2    | Anna Hopkin        | Storbritannien | 53,74 |            |
| 12        | 1    | 1    | Michelle Coleman   | Sverige        | 53,75 |            |
| 13        | 1    | 8    | Barbora Seemanová  | Tjeckien       | 53,94 |            |
| 14        | 2    | 8    | Neža Klančar       | Slovenien      | 53,96 |            |
| 15        | 2    | 7    | Kayla Sanchez      | Filippinerna   | 54,21 |            |
| 16        | 2    | 2    | Béryl Gastaldello  | Frankrike      | 54,29 |            |

### Final
| Placering | Bana | Simmare            | Nation        | Tid   | Noteringar |
| --------- | ---- | ------------------ | ------------- | ----- | ---------- |
| 1         | 7    | Sarah Sjöström     | Sverige       | 52,16 |            |
| 2         | 1    | Torri Huske        | USA           | 52,29 |            |
| 3         | 4    | Siobhan Haughey    | Hongkong      | 52,33 |            |
| 4         | 3    | Mollie O'Callaghan | Australien    | 52,34 |            |
| 5         | 5    | Shayna Jack        | Australien    | 52,72 |            |
| 6         | 6    | Yang Junxuan       | Kina          | 52,82 |            |
| 7         | 2    | Marrit Steenbergen | Nederländerna | 52,83 |            |
| 8         | 8    | Gretchen Walsh     | USA           | 53,04 |            |